# Maurice Chauvet
Pour les articles homonymes, voir Chauvet.
Maurice Chauvet de Laporterie, né le 2 juin 1918 au Gâvre et mort le 21 mai 2010 à Paris 7e, est un militaire français, combattant de la France libre durant la Seconde Guerre mondiale.

## Famille
Maurice Chauvet est issu d'une famille comptant, sur deux générations, des membres liés aux professions maritimes. Son bisaïeul, professeur au lycée Henri-IV de Paris a été engagé comme professeur de mathématiques à Buenos Aires puis à Marseille. Son aïeul paternel Maurice Chauvet (1838-1900), marié à Nantes avec Pauline Marie de Laporterie (1852-1931), est agent de la Compagnie des Messageries maritimes. Son père également prénommé Maurice, né à Naples en 1882, est capitaine armateur de la marine marchande. Croix de guerre en 1914-1918, celui-ci épouse en 1917 à Paris, Raymonde Joséphine d'Arcizas d'Estansan, issue pour sa part d’une famille de militaires, originaire de Haute-Garonne et d'Ariège.

## Action militaire
Venu du scoutisme, Maurice Chauvet est incorporé comme fusilier marin. Démobilisé en 1940 il veut rejoindre Londres.
Considéré comme engagé dans la France libre en octobre 1941 mais qu'il ne parviendra à rejoindre qu'au printemps 1943 après un long périple et 18 mois dans les prisons espagnoles, il est quartier-maître du 1er bataillon de fusiliers marins, et béret vert français durant la Seconde Guerre mondiale.
Il fait partie des 177 Français qui débarquent le 6 juin 1944 sous les ordres du Commandant Philippe Kieffer, fondateur des commandos de marine français, les Commandos Kieffer.
Il a dessiné en 1943 l'insigne du premier bataillon de fusiliers-marins commandos (B.F.M.), qui est aujourd'hui toujours porté par les commandos marine.

## Collaboration cinématographique
En 1963, il participe en tant que conseiller technique à la réalisation du film Le jour le plus long.

## Fin de vie
Il meurt le 21 mai 2010 à l'Institution nationale des Invalides à Paris.

## Publications
- 1949 : Lancelot, soldat de la France Libre, bande dessinée publiée dans "Le Rassemblement"[réf. souhaitée].
- 1994 : Mille et un Jours pour le Jour J. Un Béret vert français raconte. Michel Lafon Éd.  (ISBN 978-2840980261)[8].
- 2004 : It's a long way to Normandy - 6 juin 1944. Jean Picollec Éd.  (ISBN 978-2864772064)[9].

## Distinctions
- Officier de la Légion d'honneur
- Croix de guerre 1939–1945
- Médaille des évadés
- Croix du combattant
- Médaille commémorative des services volontaires dans la France libre
- Médaille de la déportation pour faits de Résistance
- Insigne des blessés militaires